# Araçari-de-bico-branco
Araçari-de-bico-branco (Pteroglossus aracari), também conhecido por araçari-de-minhoca, araçari-minhoca, camisa-de-meia e tucano-de-cinta, é uma espécie de ave sul-americana da família Ramphastidae.

## Características
Estas aves medem cerca de 43 centímetros de comprimento, têm um grande bico negro na mandíbula e branco na maxila e barriga com estreita cinta avermelhada.

## Etimologia
"Araçari" origina-se do termo tupi arasa'ri. "Tucano" origina-se do termo tupi tukana. "Tucano-de-cinta" é uma referência à cinta avermelhada típica da espécie.

## Subespécies
São reconhecidas três subespécies:
- Pteroglossus aracari atricollis (Statius Müller, 1776) – ocorre no leste da Venezuela e nas Guianas, e no norte do Brasil. Difere de P. a. acari pela faixa mais larga no cúlmen, pela cor mais avermelhada nas coberteiras dos ouvidos e, ainda, os calções de coloração canela-ferruginea;
- Pteroglossus aracari aracari (Linnaeus, 1758) – apresenta ocorrência disjunta no território brasileiro, sendo encontrado ao sul do Rio Amazonas, do Rio Madeira até o estado do Maranhão e norte do estado de Mato Grosso e Goiás; também no leste dos estados de Pernambuco e Alagoas e no leste do estado de Minas Gerais e nos estados do Espírito Santo e Rio de Janeiro;
- Pteroglossus aracari wiedii (Sturm & Sturm, 1847) – ocorre nos estados de Goiás, Minas Gerais, São Paulo, Paraná e Santa Catarina. Mais parecido com P. castanotis, difere de P. a. acari por apresentar a faixa negra do cúlmen um pouco mais fina. Além disso, um castanho menos escuro recobre as coberteiras dos ouvidos, bochechas e parte superior da garganta.